# Aaron Wan-Bissaka
Aaron Wan-Bissaka, né le 26 novembre 1997 à Croydon en Angleterre, est un footballeur international congolais qui évolue au poste d'arrière droit à West Ham United.

## Biographie

### En club
Formé à Crystal Palace, Aaron Wan-Bissaka participe à sa première rencontre au niveau professionnel à l'occasion d'un match de Premier League contre Tottenham Hotspur (défaite 0-1) le 25 février 2018. Il joue six autres matchs de championnat lors de cette première saison en équipe première.
Le jeune arrière latéral droit réalise une saison 2018-2019 pleine, puisqu'il joue trente-neuf matchs toutes compétitions confondues sous le maillot de Eagles de Crystal Palace.
Le 29 juin 2019, Wan-Bissaka s'engage pour cinq saisons avec Manchester United.
Le 11 août suivant, il joue son premier match sous le maillot des Red Devils en étant titularisé à l'occasion de la première journée de Premier League contre Chelsea (victoire 4-0). 
Le 17 octobre 2020, il inscrit son premier but en Premier League avec Manchester United lors d'une victoire vs Newcastle (4-1).
À l'été 2024, Wan-Bissaka quitte Manchester United et s'engage pour les londoniens de West Ham United pour sept ans contre une indemnité de 15 millions d'euros versée aux mancuniens,,.

### En sélection nationale
Né en Angleterre et possédant des origines congolaises, Wan-Bissaka est éligible pour porter le maillot des deux équipes. Il porte le maillot de l'équipe de la République démocratique du Congo des moins de vingt ans à une reprise en 2015, avant d'être convoqué pour la première fois en équipe d'Angleterre des moins de vingt ans en mars 2018.
Le 6 septembre 2018, Wan-Bissaka joue son premier match avec l'équipe d'Angleterre espoirs en étant titularisé contre les Pays-Bas (0-0).
Le 27 mai 2019, il fait partie des vingt-trois joueurs sélectionnés pour participer à l'Euro espoirs 2019 avec l'équipe d'Angleterre. Il ne participe qu'à une rencontre de l'équipe anglaise, qui est éliminée dès la phase de groupes.
En mai 2025 après avoir été sollicité pendant plusieurs années il donne enfin son accord pour jouer avec l'équipe de la République Démocratique du Congo,.

## Statistiques
| Saison                | Club                  | Championnat           | Championnat | Championnat | Championnat | Coupe nationale | Coupe nationale | Coupe nationale | Coupe de la Ligue | Coupe de la Ligue | Coupe de la Ligue | Compétition(s) continentale(s) | Compétition(s) continentale(s) | Compétition(s) continentale(s) | Compétition(s) continentale(s) | Total | Total | Total |
| Saison                | Club                  | Division              | M.          | B.          | P.d.        | M.              | B.              | P.d.            | M.                | B.                | P.d.              | Comp.                          | M.                             | B.                             | P.d.                           | M.    | B.    | P.d.  |
| 2017-2018             | Crystal Palace        | Premier League        | 7           | 0           | 0           | -               | -               | -               | -                 | -                 | -                 | -                              | -                              | -                              | -                              | 7     | 0     | 0     |
| 2018-2019             | Crystal Palace        | Premier League        | 35          | 0           | 3           | 1               | 0               | 0               | 3                 | 0                 | 1                 | -                              | -                              | -                              | -                              | 39    | 0     | 4     |
| Sous-total            | Sous-total            | Sous-total            | 42          | 0           | 3           | 1               | 0               | 0               | 3                 | 0                 | 1                 | -                              | -                              | -                              | -                              | 46    | 0     | 4     |
| 2019-2020             | Manchester United     | Premier League        | 35          | 0           | 4           | 2               | 0               | 0               | 4                 | 0                 | 0                 | C3                             | 5                              | 0                              | 0                              | 46    | 0     | 4     |
| 2020-2021             | Manchester United     | Premier League        | 34          | 2           | 4           | 3               | 0               | 0               | 2                 | 0                 | 0                 | C1+C3                          | 6+9                            | 0+0                            | 1+0                            | 54    | 2     | 5     |
| 2021-2022             | Manchester United     | Premier League        | 20          | 0           | 0           | 0               | 0               | 0               | 0                 | 0                 | 0                 | C1                             | 6                              | 0                              | 0                              | 26    | 0     | 0     |
| 2022-2023             | Manchester United     | Premier League        | 19          | 0           | 0           | 4               | 0               | 0               | 5                 | 0                 | 1                 | C3                             | 6                              | 0                              | 0                              | 34    | 0     | 1     |
| 2023-2024             | Manchester United     | Premier League        | 22          | 0           | 2           | 4               | 0               | 0               | 1                 | 0                 | 0                 | C1                             | 3                              | 0                              | 1                              | 30    | 0     | 3     |
| Sous-total            | Sous-total            | Sous-total            | 130         | 2           | 10          | 13              | 0               | 0               | 12                | 0                 | 1                 | -                              | 35                             | 0                              | 2                              | 190   | 2     | 13    |
| 2024-2025             | West Ham United       | Premier League        | 35          | 2           | 4           | 1               | 0               | 0               | 1                 | 0                 | 0                 | -                              | -                              | -                              | -                              | 37    | 2     | 4     |
| Sous-total            | Sous-total            | Sous-total            | 35          | 2           | 4           | 1               | 0               | 0               | 1                 | 0                 | 0                 | -                              | 0                              | 0                              | 0                              | 37    | 2     | 4     |
| Total sur la carrière | Total sur la carrière | Total sur la carrière | 207         | 4           | 17          | 15              | 0               | 0               | 16                | 0                 | 2                 | -                              | 35                             | 0                              | 2                              | 273   | 4     | 21    |

## Palmarès

### En club
| Manchester United (2) |
| --- |
| - Premier League (0) : - Vice-champion en 2021 - Coupe d'Angleterre (1) : - Vainqueur en 2024 - Finaliste en 2023 - Coupe de la Ligue (1) : - Vainqueur en 2023 - Ligue Europa (0) : - Finaliste en 2021 |

### Distinction individuelle
- Membre de l'équipe type de la Ligue Europa en 2021[11].